# La Girafe en feu
La Girafe en feu est une huile sur bois surréaliste du peintre Salvador Dalí réalisée en 1937, durant la guerre civile espagnole.

## Contexte
La toile fut réalisée alors que la guerre civile espagnole battait son plein. Elle fait partie d'une série de toiles destinées à exprimer « le pathos de la guerre civile considérée comme un phénomène d'histoire naturelle ». Le peintre ajouta dans sa Vie secrète de Salvador Dalí

« De tous les coins de l'Espagne martyrisée montait l'odeur d'encens, de planètes, de gros curés brûlés vifs, de chair spirituelle équarrie, mêlée à d'autres odeurs, de cheveux en sueur, de chairs concupiscentes et paroxystiquement mises en morceaux de fornications et de mort »

## Description
Au premier plan, une femme immense, à la tête rouge sans visage tend ses bras. Son tronc est soutenu par des béquilles, sous sa poitrine il y a un tiroir ouvert. Sa jambe gauche est munie de 7 autres tiroirs ouverts.
En second plan, une autre figure féminine noire porte un drap rouge - ou un lambeau de chair. En troisième plan figure une girafe en feu. Ces personnages sont disposés sur un sol ocre désert. En fond une montagne dans la mer avec un chemin de lave.
Dans un télégramme adressé à l'Art Institute qui lui avait acheté la toile, Dalí expliqua le sens de la girafe qu'il avait représenté :

« Suis heureux  et honoré de votre achat - stop
Selon Nostradamus apparition de monstres est présage de guerre - stop
Cette toile fut peinte sur les montagnes du Semmering quelques mois avant l'Anschluss et a caractère prophétique - stop
Les femmes-cheval représentent les monstres fleuves maternels, la girafe en flamme le monstre cosmique apocalyptique masculin - stop »